# ألفرد في. كيدر
ألفرد في. كيدر (بالإنجليزية: Alfred V. Kidder) هو عالم إنسان أمريكي، ولد في 29 أكتوبر 1885 في ماركيت في الولايات المتحدة، وتوفي في 11 يونيو 1963 في كامبريدج في الولايات المتحدة.

## وصلات خارجية
- ألفرد في. كيدر على موقع الموسوعة البريطانية (الإنجليزية)